# Шварц, Штефан

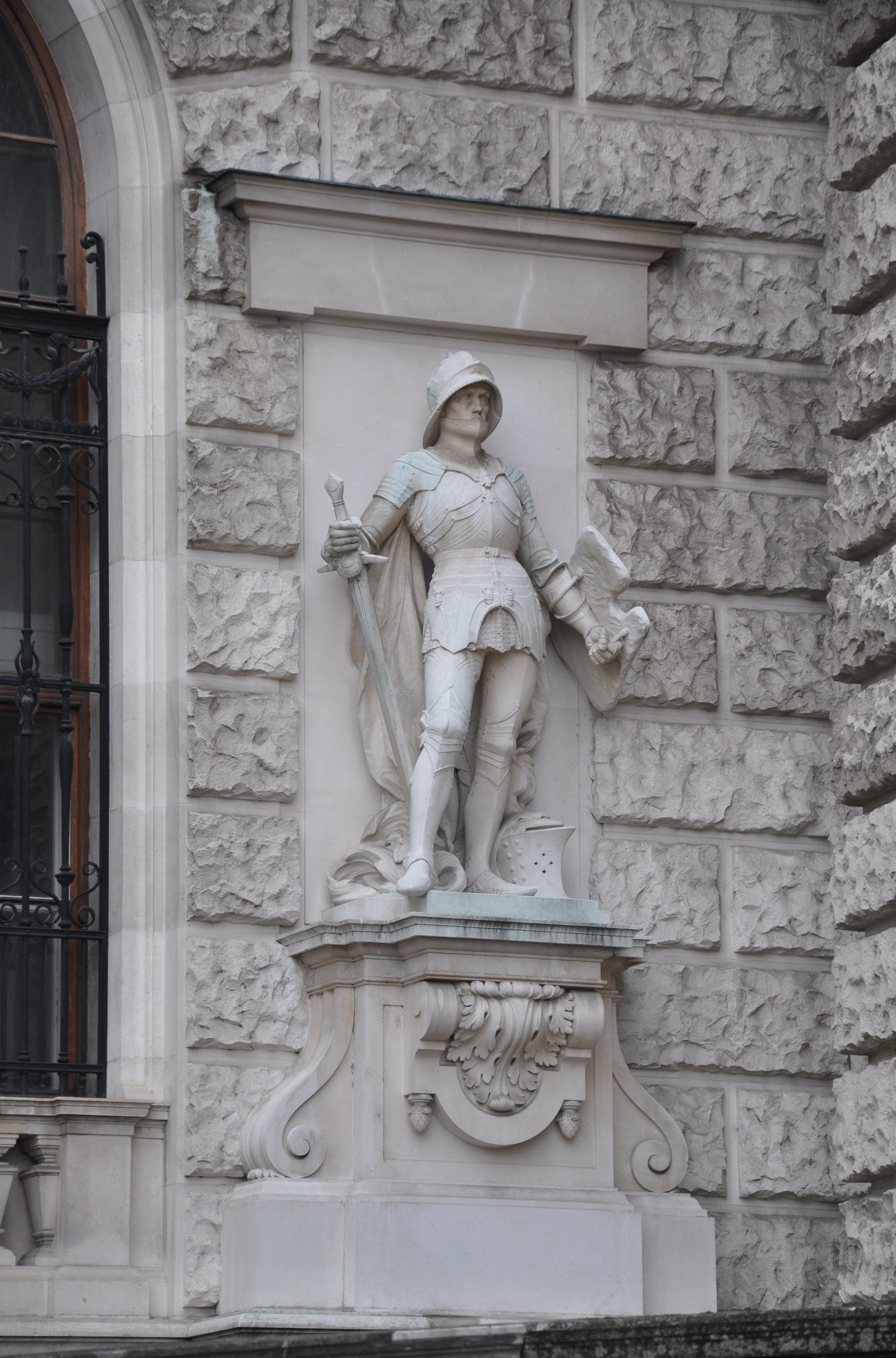
Рыцарь на фасаде Neue Burg в Вене

Штефан (Стефан, Иштван) Шварц (20 августа 1851, Нитра, Австрийская империя (ныне Западная Словакия) — 31 июля 1924) — австрийский скульптор, медальер, педагог, профессор венской Академии художеств.

## Биография
Родился в семье плотника. В детстве мечтал стать священником. Отправился в Пешт, где работал на сталелитейном производстве.
Позже переехал в Вену, где устроился на завод по производству изделий из бронзы. Усиленно обучался секретам ремесла.
В 1869—1874 поступил в недавно созданное училище прикладного искусства в Вене, ученик скульптора Отто Кенига. В 1876 году, благодаря посредничеству Рудольфа Айтельбергера стал преподавателем в этом же училище.
С 1884 года — профессор Академии художеств в Вене.

## Творчество
Ш. Шварц — известный скульптор и медальер. Сотрудничал с Венским монетным двором, изготовил ряд проектов монет, памятных и юбилейных медалей. Фамилия Шварца часто встречается на монетах Австрии, Сербии, Болгарии и др.
Автор статуи рыцаря на фасаде Neue Burg в Вене, надгробия Рудольфа Айтельбергера на Центральном кладбище в Вене (1887) и др.
Педагог, его школу прошла плеяда талантливых скульпторов и медальеров.

## Избранные работы

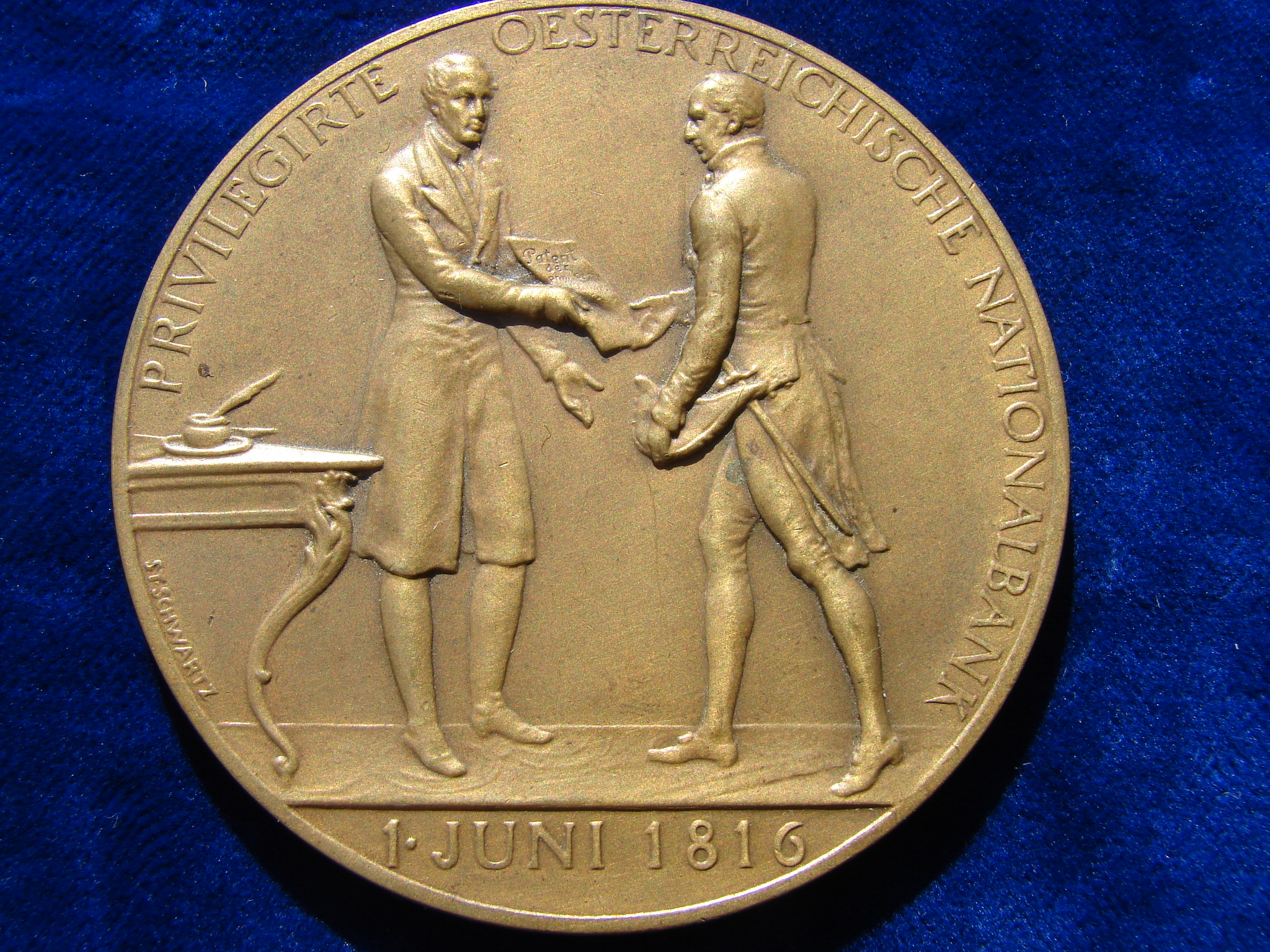
Граф фон Штадион получает от императора Франца II патент на создание Австрийского национального банка в Вене. Бронзовая медаль к 100-летию открытия. 1916 год
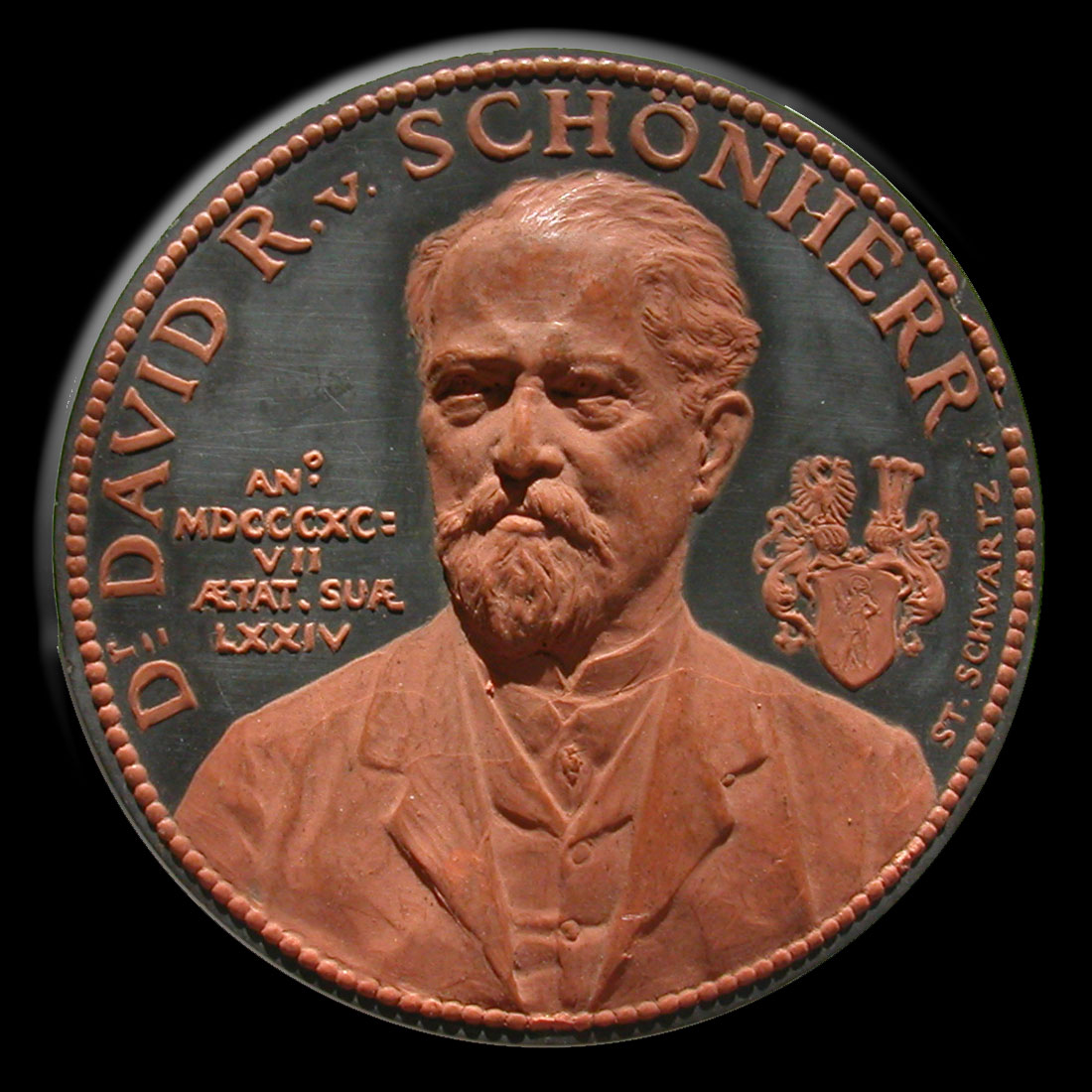
Медаль, посвящëнная австрийскому искусствоведу и историку культуры Давиду Шëнгеру
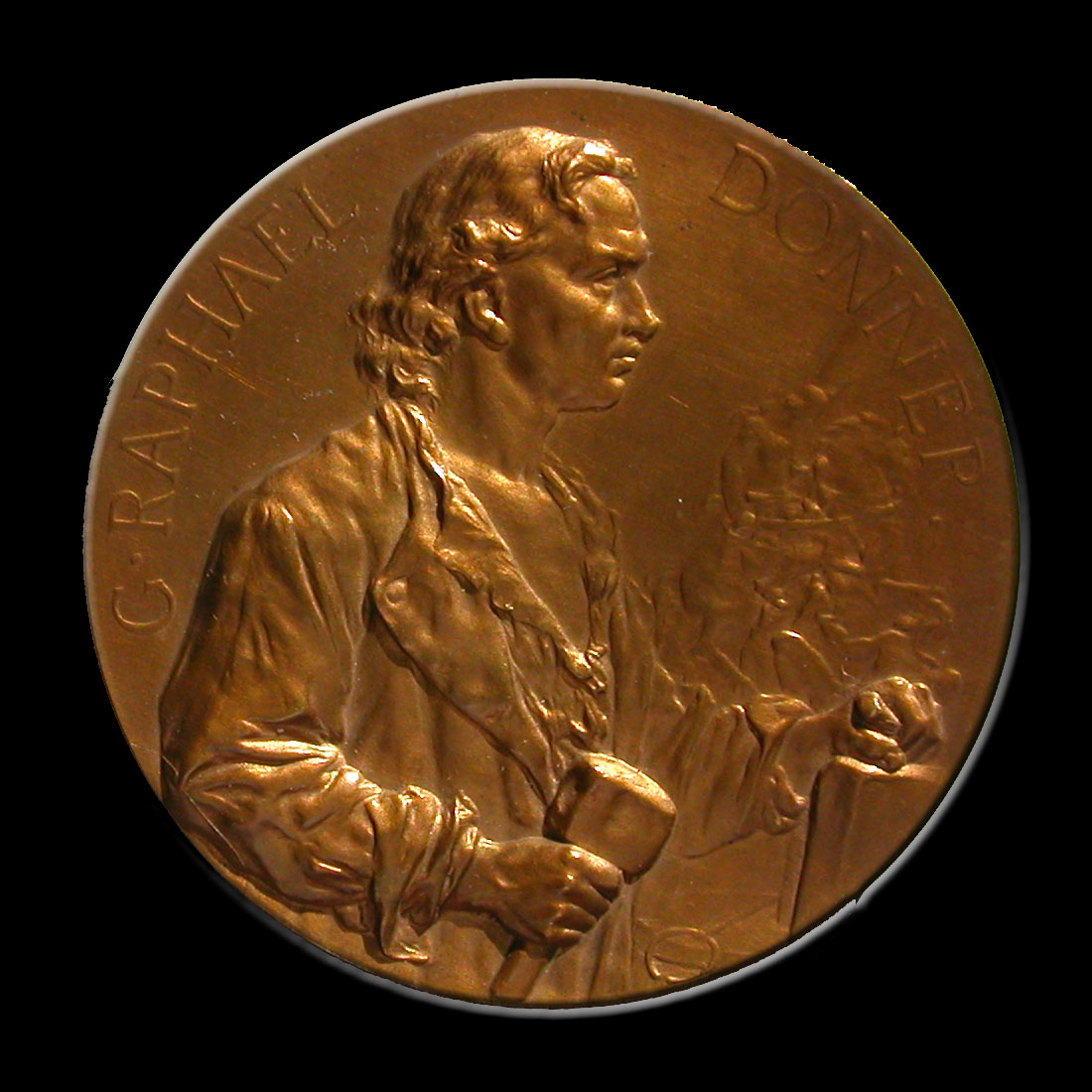
Медаль, посвящëнная Георгу Рафаэлю Доннеру
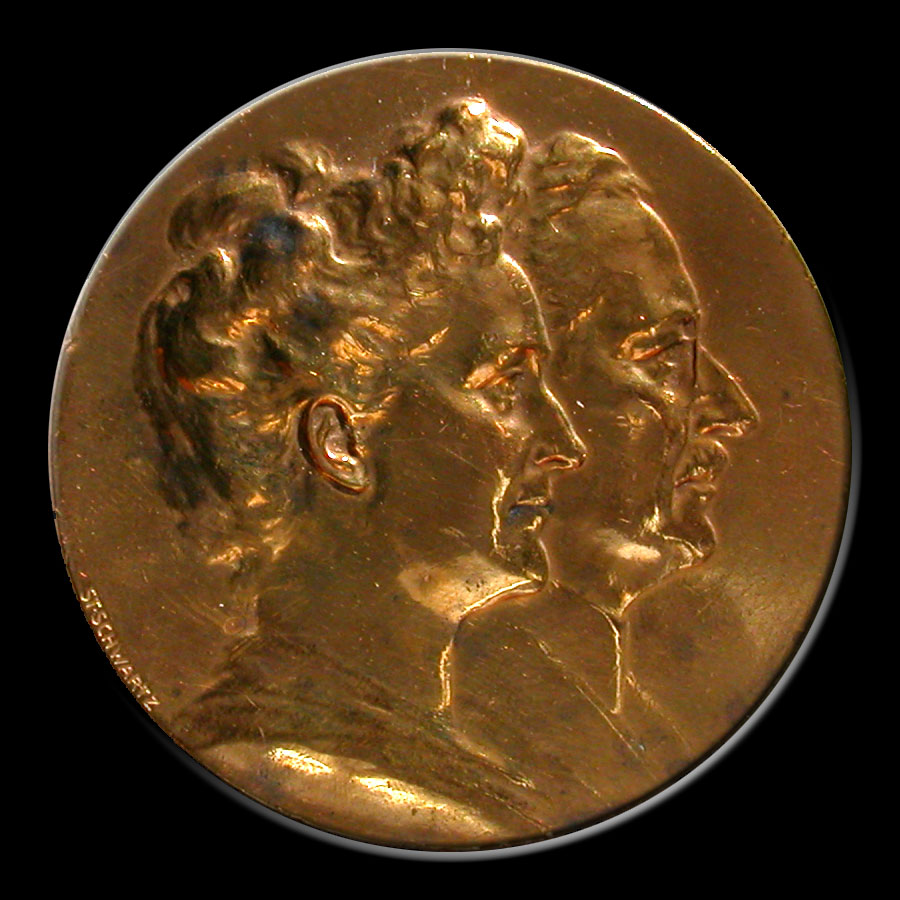
Медаль с двойным портретом супругов Крупп
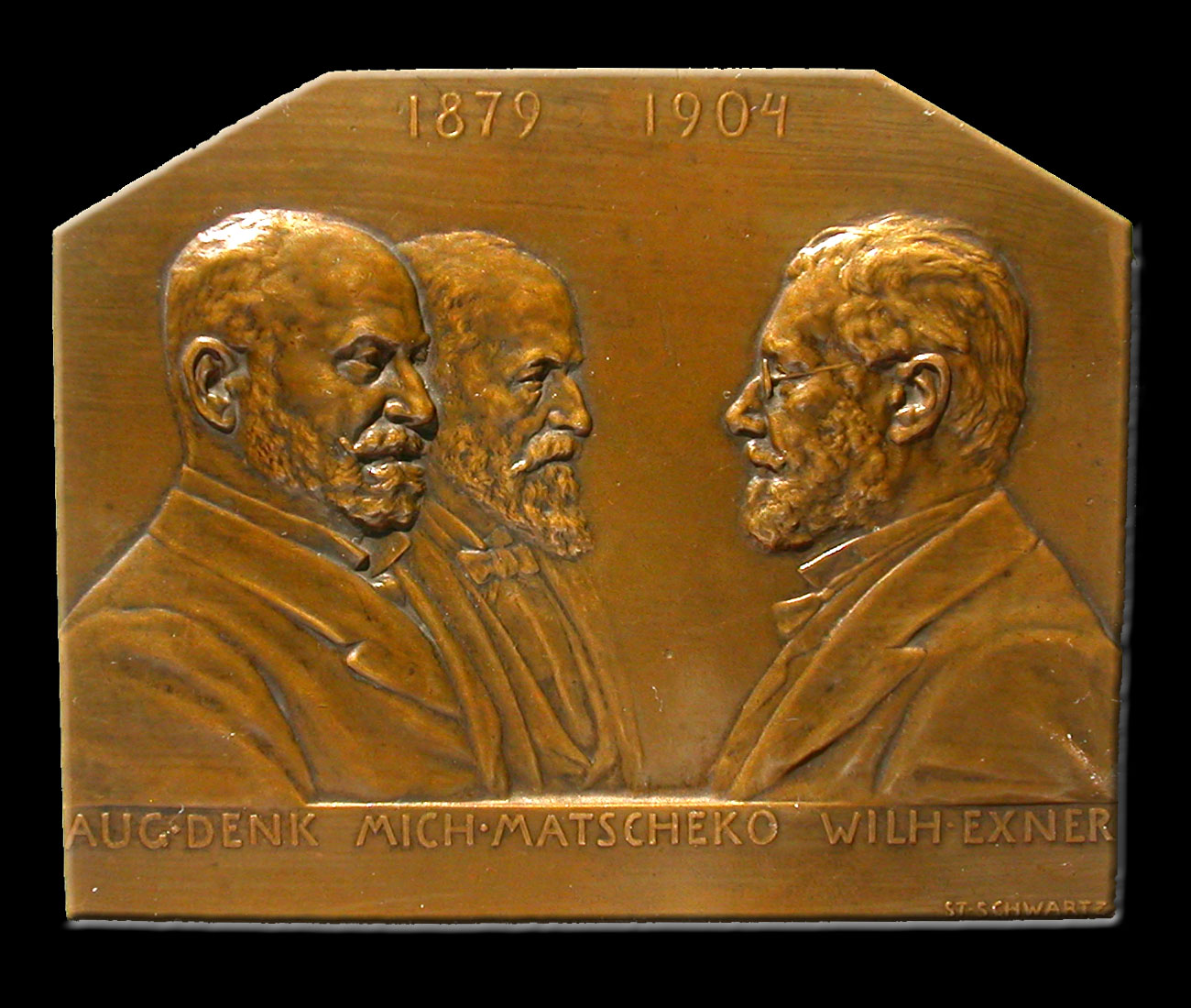
Медаль, посвящëнная ученым Денку, Мащеко и Вильгельму Экснеру
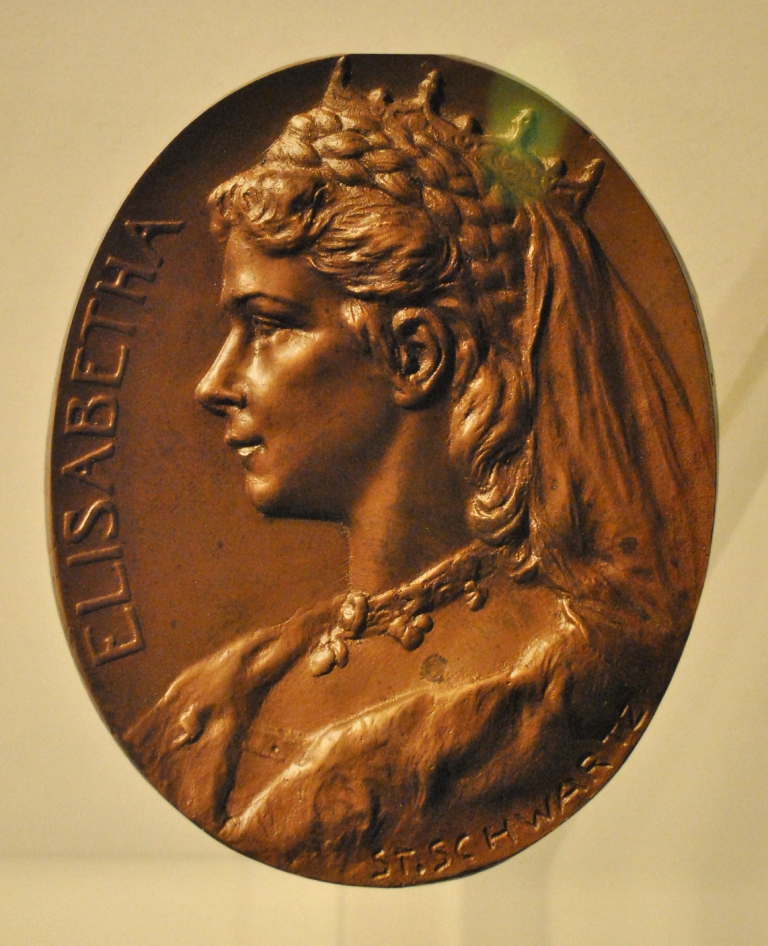
Медаль, посвящëнная австрийской императрице Елизавете Баварской